# Neunbinden-Gürteltier
Das Neunbinden-Gürteltier (Dasypus novemcinctus) ist eine Art der Langnasengürteltiere, die in Südamerika vorkommt. Das Verbreitungsgebiet reicht vom Osthang der Anden über weite Teile des nördlichen und mittleren Bereichs des Kontinentes, spart aber den Nordosten aus. Die Tiere besiedeln sehr vielfältige Lebensräum, die hauptsächlich Wälder und teils offene Landschaften umfassen, die aber mehr oder weniger gut durchfeuchtet sein müssen. Sie gelten als äußerst anpassungsfähig, jedoch kommen sie mit sehr trockenen oder kühleren Regionen nicht zurecht. Es handelt sich um einen kleineren bis mittelgroßen Vertreter der Gürteltiere. Der für diese Gruppe typische Rückenpanzer bestehend aus einem festen Schulter- und Beckenschild wird beim Neunbinden-Gürteltier durch acht bis zehn dazwischen liegende bewegliche Bänder gegliedert. Unterschiede zu nahe verwandten Arten finden sich im Bau des Schädels.
Die Tiere leben einzelgängerisch und graben unterirdische Baue. Sie paaren sich einmal im Jahr. Die üblicherweise vier Neugeborenen sind genetisch identisch, was durch Polyembryonie verursacht wird. In der Ernährung ist die Gürteltierart sehr anpassungsfähig und verzehrt hauptsächlich Insekten, vor allem Käfer, Ameisen und Termiten, gelegentlich aber auch kleinere Wirbeltiere. Bedeutend in der Beziehung zum Menschen ist der Umstand, dass das Neunbinden-Gürteltier Erreger der Lepra und der Chagas-Krankheit trägt und deshalb für Forschungszwecke als Labortier verwendet wird. Im Gegensatz zum nahe verwandten Mexikanischen Neunbinden-Gürteltier ist die Lebensweise insgesamt weniger gut erforscht.
Die wissenschaftliche Benennung des Neunbinden-Gürteltiers erfolgte im Jahr 1758. Im Laufe der Forschungsgeschichte wurden der Art mehrere Unterarten zugewiesen, wodurch sie den bekanntesten und weitestverbreiteten Vertreter der Gürteltiere repräsentierte. Das Vorkommen reichte bis in den südlichen und zentralen Bereich Nordamerikas hinein. Genetische und anatomische Untersuchungen in den 2010er Jahren ergaben jedoch, dass es sich hierbei um einen Artenschwarm handelt, der aus vier unterschiedlichen Formen besteht. Im Jahr 2024 wurde daher das Neunbinden-Gürteltier in der erweiterten Auffassung in mehrere eigenständige Arten aufgeteilt. Der Bestand gilt weitgehend als nicht gefährdet.

## Merkmale

### Habitus

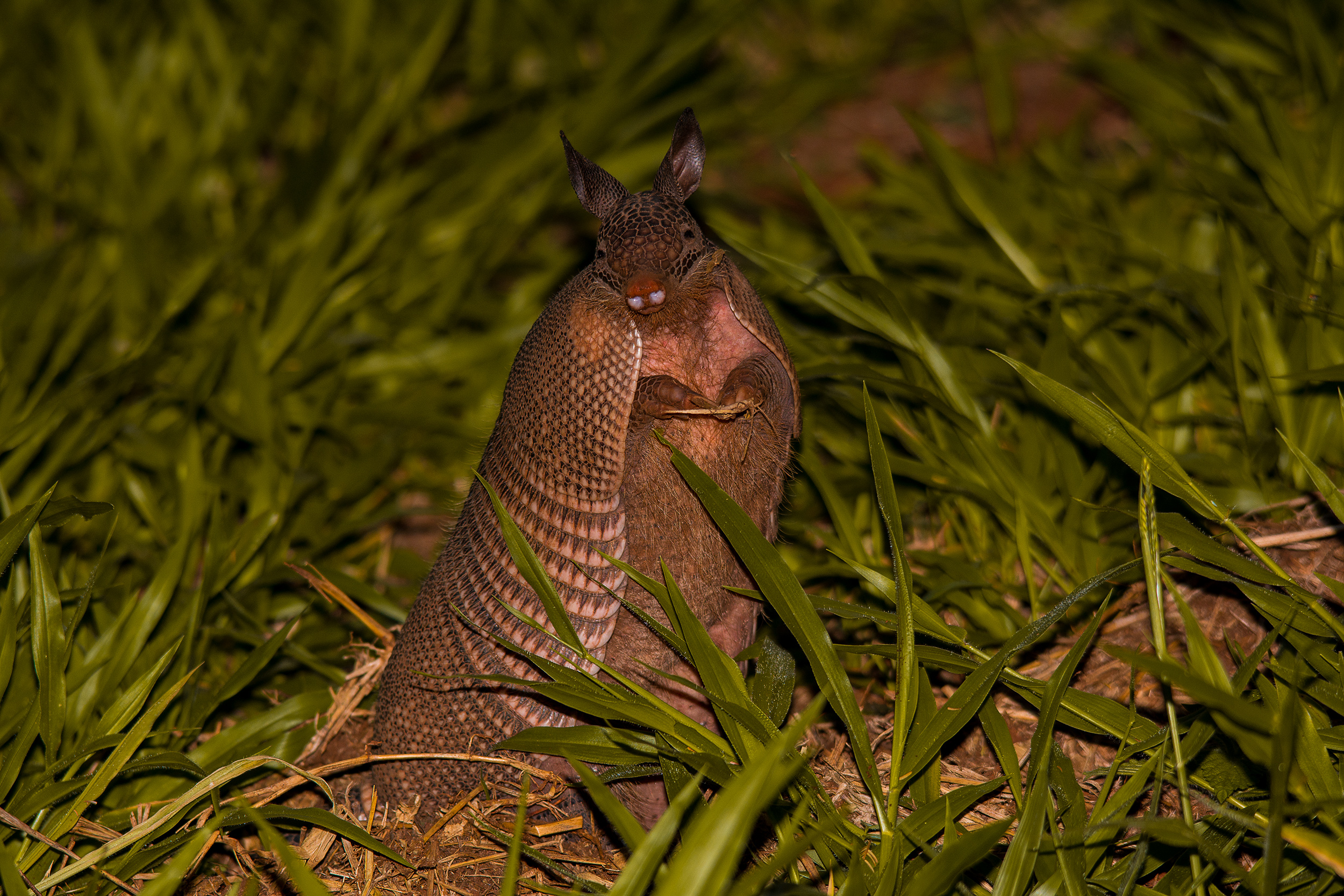
Neunbinden-Gürteltier

Das Neunbinden-Gürteltier ist ein kleiner bis mittelgroßer Vertreter der Langnasengürteltiere. Es weist eine Gesamtlänge von 40,2 bis 95,0 cm auf, der Durchschnitt beträgt 73,3 cm. Hiervon wird der Schwanz 11,5 bis 45,0 cm lang mit einem Mittelwert von 31,3 cm. Damit repräsentieren die Tiere die kleinsten Angehörigen aus dem Verwandtschaftskomplex des Neunbinden-Gürteltiers und besitzen den verhältnismäßig kürzesten Schwanz. Das Körpergewicht variiert von 1,6 bis 6,6 kg. Männchen sind insgesamt etwas schwerer als Weibchen. Charakteristisch ist der die Gürteltiere definierende Rückenpanzer, der aus einem festen Schulter- und einem ebensolchen Beckenschild besteht. Ersterer wird etwa 9,2, letzterer 13,3 cm lang. Zwischen beiden befinden sich acht bis zehn, meist jedoch neun beweglichen Bänder. Hinsichtlich der Anzahl der beweglichen Bänder scheint es lokale Variationen zu geben, da Individuen aus Paraguay durchschnittlich 8,3 aufweisen. Der Panzer setzt sich jeweils aus kleinen Knochenplättchen zusammen, die Osteoderme genannt werden. Diese sind in Reihen angeordnet und haben in den festen Panzerabschnitten eine rundliche Gestalt. Da sie mit kleinen Hornschildchen überdeckt sind, wirken die Osteoderme nicht immer symmetrisch angeordnet. Die Knochenplättchen der beweglichen Bänder sind dagegen viereckig geformt und mit einer dreieckigen Musterung mit nach hinten zeigender Spitze versehen. Das vierte Band weist zwischen 54 und 65 derartige knöcherne Bildungen auf. Zusätzlich ist der lange Schwanz in seinen ersten beiden Dritteln von 12 bis 15 knöchernen Ringen umgeben, deren Gesamtlänge im Mittel 22,0 cm beträgt. Der Panzer besitzt meist eine braune Färbung, wobei die unteren Partien etwas heller sind, ebenso wie die vorderen beweglichen Bänder. Auf dem Kopf ist ebenfalls ein Schild von durchschnittlich 9,6 cm Länge ausgebildet. Er wirkt etwas heller getönt. Üblicherweise ist die Schnauze lang ausgezogen und konisch geformt, ebenso die Ohren, die 2,0 bis 5,6 cm lang werden und einen sehr dunklen Farbton aufweisen. Die Beine sind kurz, die Vorderfüße tragen vier und die Hinterfüße fünf Zehen, die alle mit scharfen Krallen versehen sind. Jene der zwei mittleren Vorderfußzehen zeigen sich am stärksten ausgeprägt. Der Hinterfuß erreicht eine Länge von 4,4 bis 11,2 cm, im Durchschnitt sind es 9,0 cm. Weibliche Tiere verfügen über vier Milchdrüsen.

### Schädel- und Skelettmerkmale

Schädel und Unterkiefer des Neunbinden-Gürteltiers

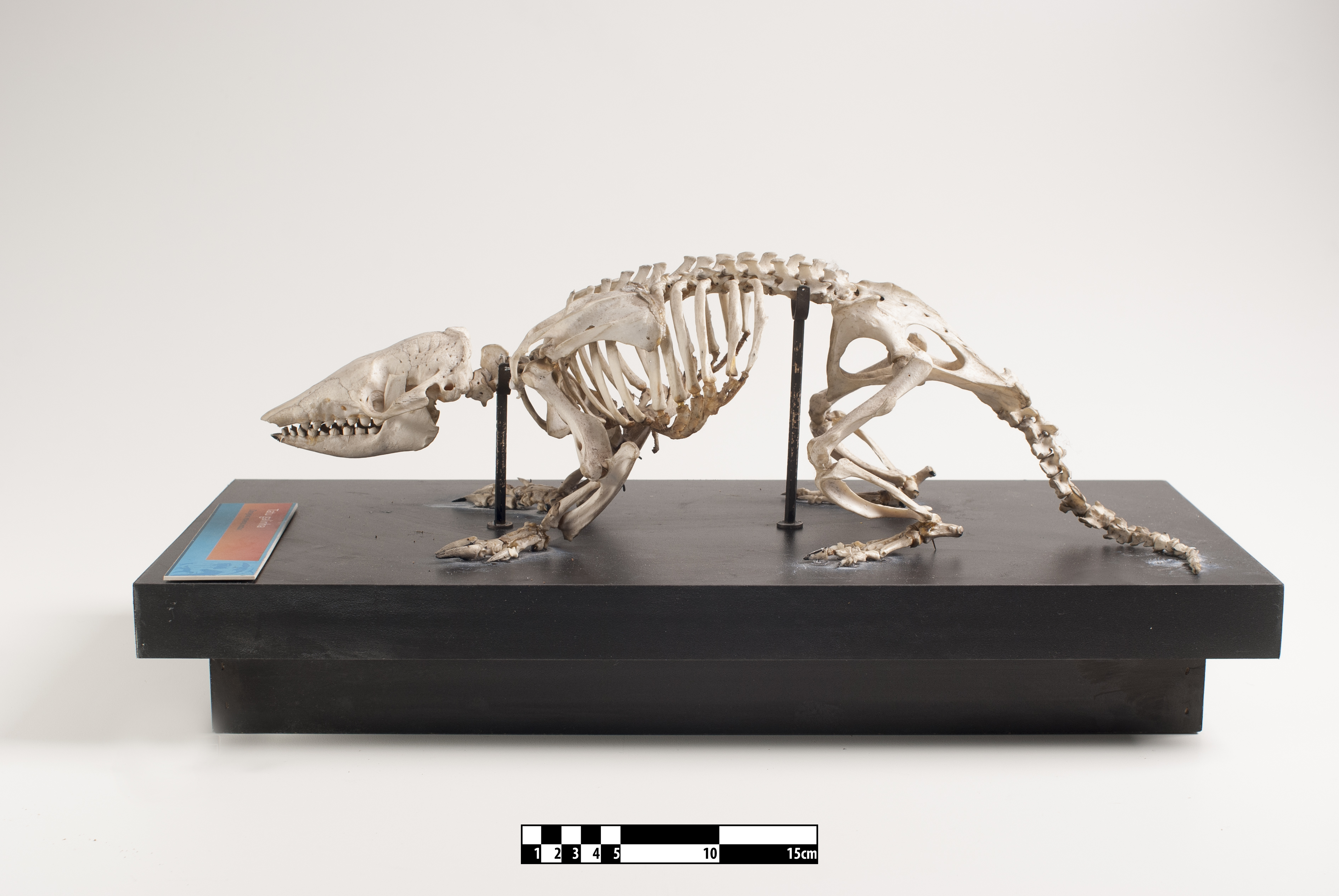
Skelett des Neunbinden-Gürteltiers

Der Schädel erreicht eine Länge von 8,1 bis 10,9 cm und eine Breite an den Jochbögen von 2,7 bis 4,7 cm. Am Hirnschädel ist er 1,9 bis 3,9 cm breit, während er sich hinter der Orbita auf 1,7 bis 3,5 cm einengt. Der knöcherne Teil der Schnauze, das Rostrum, besitzt eine Länge von 4,7 bis 6,8 cm, es ist dadurch deutlich verlängert und zusätzlich schmal geformt. Insgesamt wirkt der Schädel kürzer und flacher als bei anderen Angehörigen aus der näheren Verwandtschaft. Das Stirnbein ist relativ klein, wodurch auch die Stirnhöhlen nicht so deutlich ausgeprägt sind wie bei verwandten Formen, etwa Dasypus guianensis. Ebenso zeigt sich der Mittelkieferknochen relativ kurz, der vordere Abschnitt des Jochbogens ist lang und schmal. Der Gaumen befindet sich etwa auf der gleichen Ebene wie die Schädelbasis. Der Unterkiefer wird 6,1 bis 8,9 cm lang. Der Zahnbau unterscheidet sich von dem anderer Säugetiere und folgt nicht der gängigen Gebissformel. Die Zähne sind einfach gebaut und ohne Zahnschmelz, besitzen nur eine Wurzel und haben eine stift- bis molarenartige Form. Sowohl im Ober- als auch im Unterkiefer sitzen jeweils je Kieferhälfte 7 bis 9 Zähne, also insgesamt 28 bis 36, im Durchschnitt sind es aber je Kieferbogen 8, insgesamt also 32. Die Gesamtlänge der unteren Zahnreihe beträgt 1,9 bis 2,9, die der oberen 1,8 bis 2,9 cm. An den Vordergliedmaßen weist die Ulna ein besonders großes oberes Gelenk auf (Olecranon), dass bei einer Gesamtlänge des Knochens von 6,9 cm etwa 2,7 cm erreicht. Solche großen Gelenkenden an den Vordergliedmaßen sind typisch für Tiere mit grabender Lebensweise.

## Verbreitung

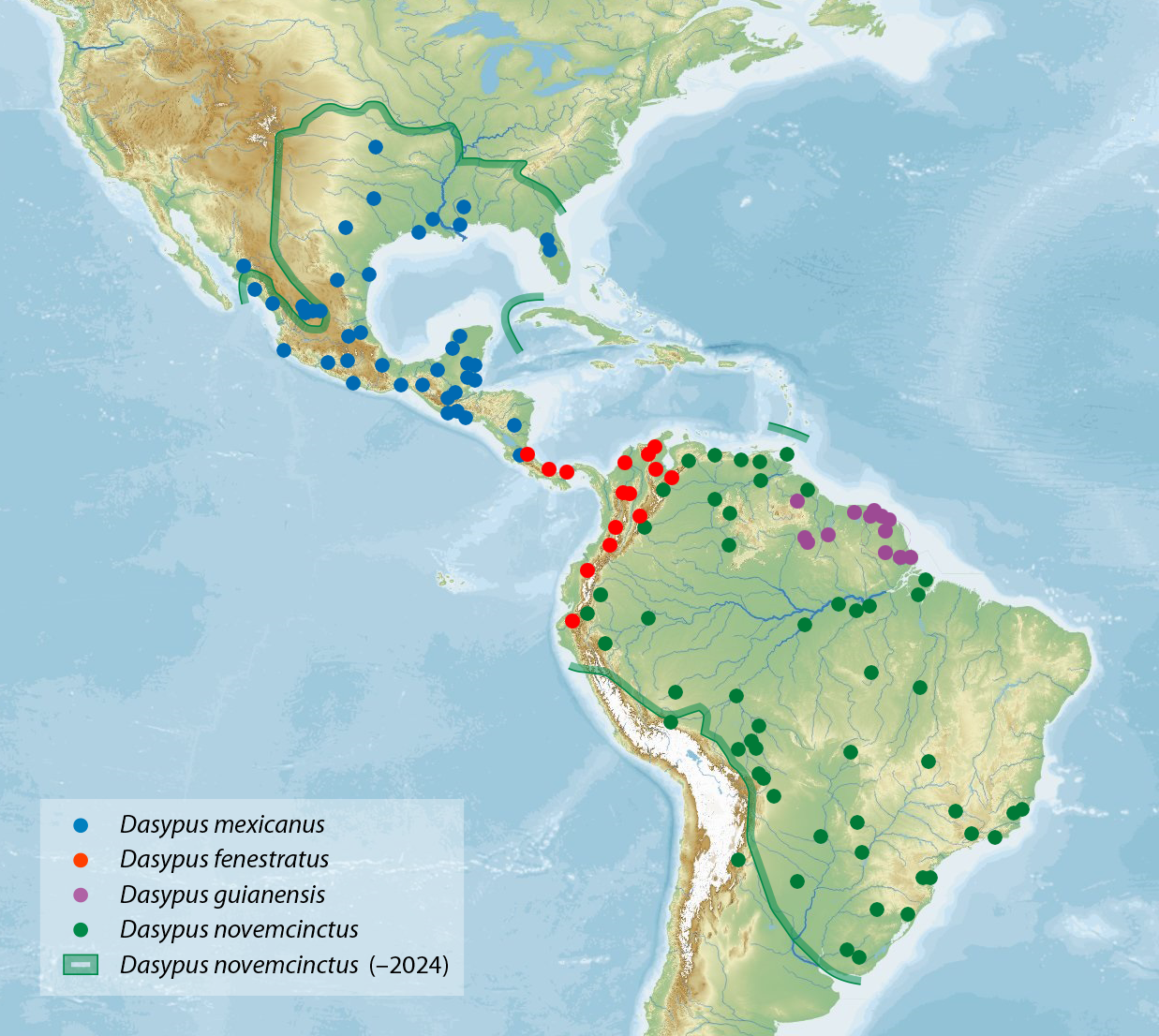
Verbreitungsgebiet des Neunbinden-Gürteltier-Artkomplexes, das Vorkommen des Neunbinden-Gürteltiers ist grün markiert

Das Verbreitungsgebiet des Neunbinden-Gürteltiers umfasst größere Bereiche von Südamerika. Das Vorkommen reicht vom Osthang der Anden in Peru, Ecuador, Kolumbien und Venezuela über Brasilien südwärts bis nach Bolivien, Paraguay, Uruguay und das nördliche Argentinien. Darüber hinaus sind auch einzelne Populationen auf den Karibischen Inseln anzutreffen, namentlich Grenada und Trinidad und Tobago. Im Nordosten des Kontinentes, im Bereich des Berglandes von Guayana wird das Neunbinden-Gürteltier durch Dasypus guianensis ersetzt, beide Arten treten im östlichen Venezuela sympatrisch auf. Das Neunbinden-Gürteltier lebt von Meeresspiegelhöhe bis in Höhen um 2000 m. Es ist sehr anpassungsfähig und toleriert zahlreiche Habitate. So ist die Gürteltierart in feuchten Wäldern ebenso heimisch wie in offenem Grasland, auf landwirtschaftlich genutzten Flächen und in städtischen Gebieten. Generell ist eine Bevorzugung von warmen und feuchten Klimaten mit einem nur geringen Anteil an Frosttagen im Jahr zu beobachten. Häufig bewohnte Landschaften sind hierbei Ufergebiete und feuchte Wälder, vor allem die atlantischen Küstenwälder (Mata Atlântica), aber auch Sümpfe. Größere Flüsse wie der Río Paraguay wirken nicht zwingend als Migrationsbarriere. Das Neunbinden-Gürteltier fehlt aber in den sehr trockenen Gebieten des Gran Chaco mit weniger als 380 mm Jahresniederschlag, die von anderen Vertretern der Gürteltiere bewohnt werden. Möglicherweise ist das auch der Grund, warum das Neunbinden-Gürteltier nicht weiter südlich anzutreffen ist. Die Populationsdichte der einzelnen Regionen ist sehr unterschiedlich. So sind in der Cerrado-Region nur 0,36 Individuum auf einem Quadratkilometern anzutreffen. In den Küstenwäldern der Mata Atlântica kommen hingegen 9,6 bis 23,6 Tiere auf einer vergleichbar großen Fläche vor. Dort bestehen starke Unterschiede zwischen ungeschützten und geschützten Regionen mit variierenden Einflüssen durch die Jagdaktivitäten des Menschen.

## Lebensweise

### Territorialverhalten

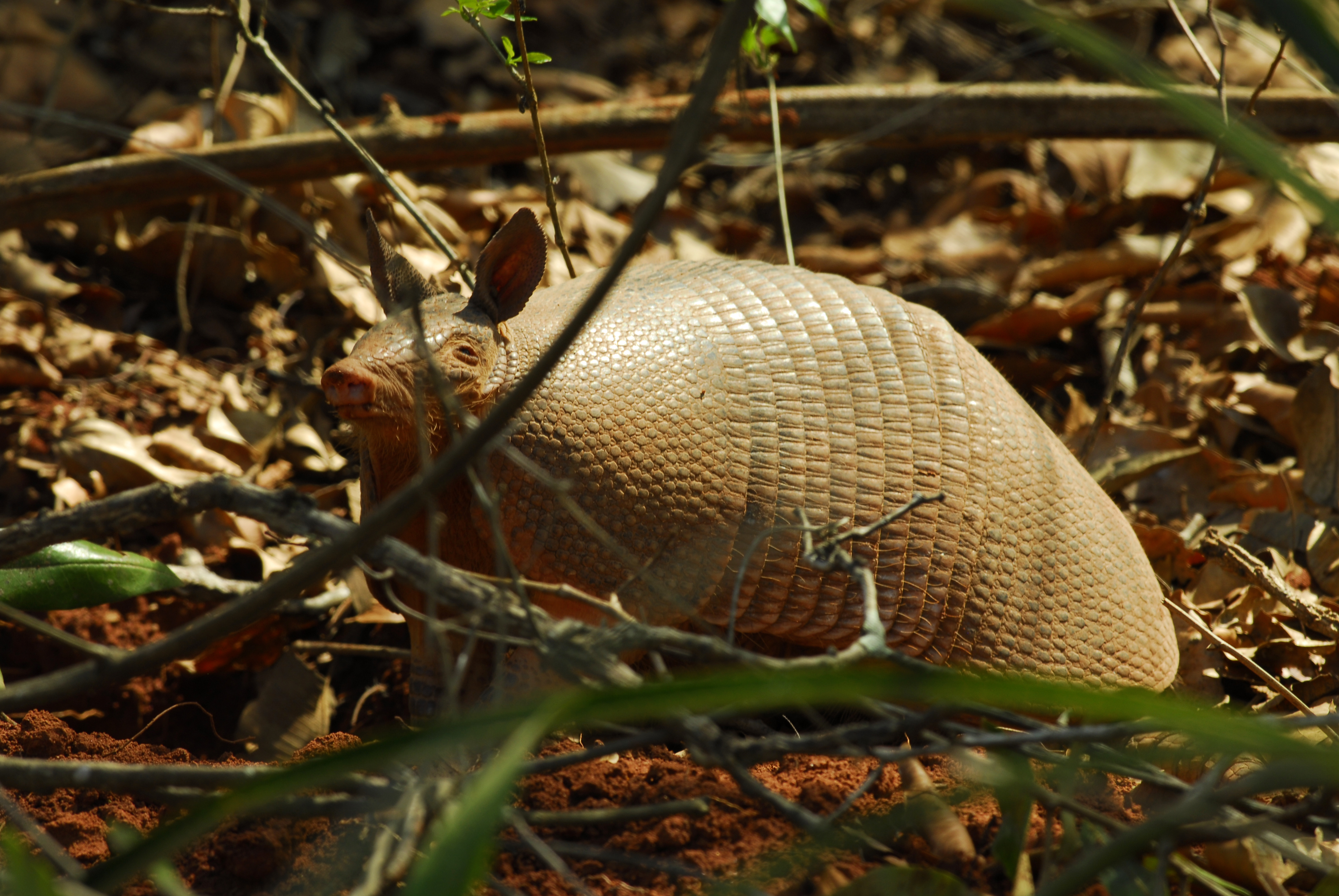
Neunbinden-Gürteltier

Das Neunbinden-Gürteltier ist weit weniger gut untersucht als das nahe verwandte Mexikanische Neunbinden-Gürteltier (Dasypus mexicanus). Es lebt weitgehend einzelgängerisch und nachtaktiv, häufig tritt es erst rund 1,5 Stunden nach Sonnenuntergang in Erscheinung. Zum Rückzug legen die Tiere Baue an, die sich meist in Wäldern mit gut durchfeuchteten Böden und in der Nähe von Gewässern sowie überwiegend in Hanglage befinden. Bei der Fortbewegung durch das Untergrundgehölz verursachen sie beständig Lärm durch Zerbrechen trockener Äste oder Rascheln im Laub und gelten dadurch als sehr geräuschintensive Waldbewohner.

### Ernährung
Das Neunbinden-Gürteltier ist in erster Linie ein Fleischfresser mit einer Spezialisierung auf Insekten, wobei vorzugsweise Käfer verspeist werden. Untersuchungen aus der Cerrado-Region Brasiliens ergaben bei Käfern eine Häufigkeit von 1,1 %, die aber gut 71 % der gefressenen Biomasse ausmachten. Häufiger wurden Ameisen mit 32,6 % aufgenommen, der Biomasseanteil lag hier aber bei nur 16,5 %. Am höchsten jedoch war die verzehrte Menge von Termiten mit 66,3 %, die aber als reine Biomasse nur 12,2 % einnahmen. Besonders zahlreich wurden dabei Angehörige der Termitengattungen Velocitermes und Nasutitermes gefressen. Auch im Nationalpark Serra da Capivara im nördlichen Brasilien konnten durch Untersuchungen an Kotresten und Mageninhalten überwiegend Käfer, Ameisen und Termiten nachgewiesen werden, zusätzlich aber auch Überreste von Leguanen. Darüber hinaus verzehrt das Neunbinden-Gürteltier gelegentlich auch weitere Wirbeltiere wie Schlangen. In ihrem gesamten Fressverhalten zeigt sich die Gürteltierart opportunistisch. Die Nahrungssuche verläuft sehr konzentriert, so dass ein Tier bisweilen gegen Hindernisse läuft.

### Fortpflanzung
Die Geschlechtsreife tritt bei männlichen Tieren mit etwa zwölf, bei weiblichen mit 18 Monaten ein. Die Paarung erfolgt einmal jährlich, während die Brunft beim Weibchen gut vier Tage währt. In Bolivien verteilt sich die Fortpflanzungsphase auf die Monate Oktober bis Dezember, in Paraguay auf August bis November. Dies ist der einzige Zeitpunkt, an dem männliche und weibliche Individuen zusammenfinden. Männchen sind häufig in Dominanzkämpfe involviert, die teils stehend auf den Hinterfüßen und mit den Krallen der Vorderfüße oder mit ausschlagenden Hinterbeinen ausgetragen werden. Anatomisch durch den Panzer und die Lage der Genitalien bauchseits bedingt, liegt das Weibchen beim Geschlechtsakt auf dem Rücken.
Die Tragzeit wird mit acht bis neun Monaten veranschlagt. Jedoch beansprucht die eigentliche Entwicklung im Mutterleib nur rund 140 Tage. Die Diskrepanz wird durch eine Diapause nach der Befruchtung und Einlagerung der Eizelle in die Gebärmutter verursacht, die eine Entwicklungsverzögerung des Embryos von bis zu vier Monaten hervorruft. Aus diesem Grund kann der Nachkommen in einer klimatisch günstigen Zeit zur Welt gebracht werden. Üblicherweise kommen vier Jungtiere zur Welt, es gibt aber auch Berichte über zwei oder acht Nachkommen. Aufgrund von Polyembryonie sind alle Jungtiere genetisch identisch und die Anzahl der Nachkommen dadurch fast immer geradzahlig. Gemäß Untersuchungen in Bolivien kommen mit 59 % häufiger männliche Nachkommen zur Welt als weibliche. Die Jungen ähneln bereits erwachsenen Tieren, Panzer und Krallen sind allerdings weicher und härten erst im Lauf der ersten Lebenswochen aus. Ein in menschlicher Obhut aufgezogenes rund zwei Monate altes Jungtier nahm in den folgenden knapp drei Monaten von rund 370 auf 925 g an Gewicht zu und wuchs von 35,1 auf 51,5 cm Gesamtlänge an. Nachdem der Nachwuchs selbständig geworden ist, wandert er aus dem Bau des Muttertiers ab, wobei genetischen Daten zufolge die weiblichen Jungtiere eine Rolle bei der Ausbreitung spielen.

### Beutegreifer
Zu den bedeutendsten Fressfeinden gehören der Jaguar und der Puma, beide Raubkatzen üben jedoch regional unterschiedlichen Druck auf die Populationen. In den Mata-Atlântica-Küstenwäldern des südöstlichen Brasiliens ließ sich die Gürteltierart in rund 15 % aller Kotreste des Jaguars nachweisen. Wiederum im brasilianischen Bundesstaat São Paulo bestanden 8,3 % der Fäkalien vom Puma und 3,7 % jener vom Jaguar aus Resten des Neunbinden-Gürteltiers. In einigen Fällen wurde auch vom Ozelot als Beutegreifer berichtet. Jungtiere können zudem der Harpyie oder dem Schwarzweißen Teju zum Opfer fallen.

### Parasiten
Bisher sind beim Neunbinden-Gürteltiers trotz der relativ weiten Verbreitung nur wenige Parasiten nachgewiesen. Sehr häufig werden die Tiere von Zecken der Gattung Amblyomma befallen. Flöhe sind unter anderem mit der Gattung Tunga dokumentiert. Innere Parasiten umfassen überwiegend Fadenwürmer, hierunter beispielsweise Aspidodera und Moeniggia. Von Bedeutung ist das Neunbinden-Gürteltier als Träger von Mycobacterium leprae, welches die Lepra auch beim Menschen hervorrufen kann. Ebenso ist Trypanosoma cruzi bei der Gürteltierart nachgewiesen. Dieser Einzeller verursacht die in Südamerika häufige Chagas-Krankheit.

## Systematik
Das Neunbinden-Gürteltier ist eine Art aus der Gattung der Langnasengürteltiere (Dasypus). Die Gattung enthält wenigstens insgesamt acht weitere Vertreter und wird der Gruppe der Gürteltiere (Dasypodia) zugeordnet. Innerhalb dieser bildet sie eine eigene Familie, die Dasypodidae, welche als rezent monotypisch angesehen wird, allerdings noch einige weitere Fossilformen wie Stegotherium und Propraopus aufnimmt. Molekulargenetische Untersuchungen ergaben eine Trennung der Dasypodidae von der Linie der anderen Gürteltiere, die allesamt in der Familie der Chlamyphoridae zusammengefasst werden, bereits im Mittleren Eozän vor rund 45 Millionen Jahren. Eine stärkere Diversifizierung der Langnasengürteltiere erfolgte aber erst im Mittleren Miozän vor rund 10 Millionen Jahren. Hierbei formten sich drei größere Linien heraus. Diese umfassen den Artkomplex des Kappler-Gürteltiers (Dasypus kappleri), jenen des Siebenbinden-Gürteltiers (Dasypus septemcinctus) und die Gemeinschaft des Neunbinden-Gürteltiers einschließlich des Pelzgürteltiers (Dasypus pilosus). Neben den beiden genannten Arten sind zusätzlich noch Dasypus guianensis, Dasypus fenestratus, das Mexikanische Neunbinden-Gürteltier (Dasypus mexicanus) sowie das Savannen-Gürteltier (Dasypus sabanicola) und das Yungas-Gürteltier (Dasypus mazzai) eingeschlossen, bei letzteren beiden Vertretern ist jedoch der Artstatus nicht eindeutig. Der Artkomplex des Neunbinden-Gürteltiers setzte sich im Übergang vom Miozän zum Pliozän vor rund 5,14 Millionen Jahren von den anderen Langnasengürteltieren ab. Die genetisch eigenständige Linie des Neunbinden-Gürteltiers entstand im Verlauf des Pleistozäns. Zu den anderen Angehörigen des Artkomplexes besteht ein genetischer Abstand variierend zwischen 3,5 und 4,1 %.

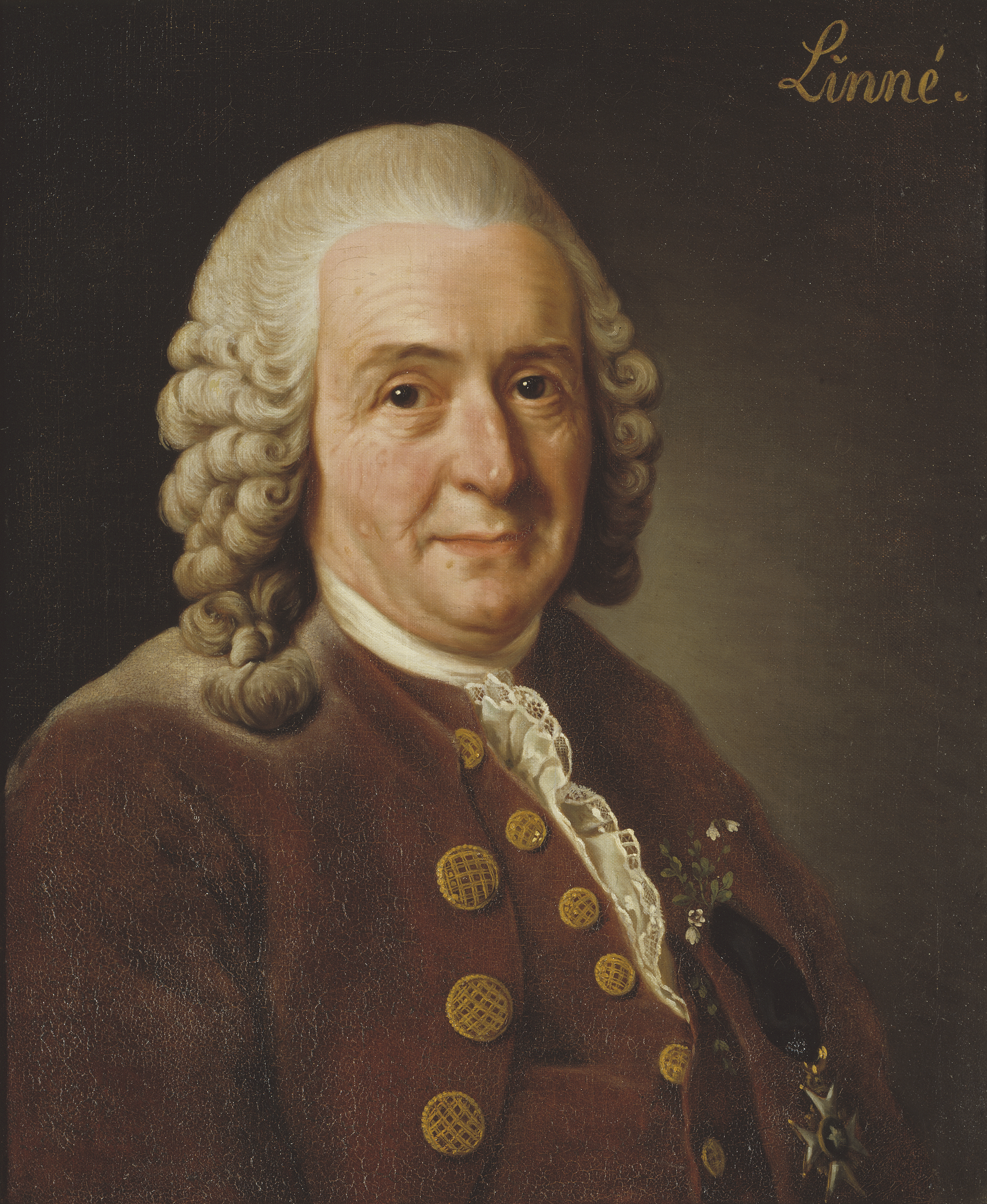
Linnaeus, 1775

Die erste Erwähnung des Neunbinden-Gürteltiers in Europa beruht auf dem spanischen Conquistador Francisco Hernández de Córdoba, der im Jahr 1517 die Halbinsel Yucatán entdeckte und für das Tier in seinen Schriften das lokale aztekische Wort Azotochtli verwendete. Die Bezeichnung Azotochtli wird häufig mit „Schildkrötenhase“ übersetzt und soll sich auf das Aussehen des Tieres beziehen. Aus heutiger Sicht verwies Hernández de Córdoba auf das Mexikanische Neunbinden-Gürteltier. Die anerkannte wissenschaftliche Erstbeschreibung des Neunbinden-Gürteltiers erfolgte 1758 durch Linnaeus als Dasypus novemcinctus. Der Artname referiert die Anzahl der frei beweglichen Bänder, womit Linnaeus die Gürteltierart von dem von ihm ebenfalls eingeführten Siebenbinden-Gürteltier (Dasypus septemcinctus) abtrennte. Als Typusvorkommen für das Neunbinden-Gürteltier nannte Linnaeus America Meridionali, was zwar mit „Mittelamerika“ übersetzt werden kann, jedoch schon relativ früh die Ostküste von Brasilien vermutet wurde. Basis für diese Annahme bildeten die von Linnaeus dargebotenen Bezüge, da er neben Hernández de Córdoba unter anderem auch Georg Marggraf und Albert Seba als Quellen hervorhob. Beide Autoren mit Tätigkeiten in den damaligen Niederlanden veröffentlichten Abbildungen von Gürteltieren mit neun beweglichen Bändern, Marggraf im Jahr 1648 und Seba im Jahr 1734. Vor allem Marggraf war längere Zeit in den ehemaligen niederländischen Kolonien in Südamerika aktiv, die als eine der Ressourcen angesehen werden, von denen Tiere und Pflanzen Südamerikas in das heutige Naturhistoriska riksmuseet in Stockholm gelangten und welche wiederum die Grundlage für Linnaeus' Arbeiteten bildeten. Linnaeus selbst legte keinen Holotypus fest, dennoch gelten alle von ihm in seiner zehnten Auflage der Systema naturae erwähnten Bezugswerke mit individuellen Darstellungen als Syntypen. Aus Ermangelung eines Holotyp-Exemplars bestimmte im Jahr 2018 ein Forscherteam um Anderson Feijó im Rahmen einer Revision der Langnasengürteltiere die von Marggraf veröffentlichte Abbildung eines Neunbinden-Gürteltiers als Lectotypus. Die Herkunft des Vorbildes für die Illustration wird mit der Stadt Recife im brasilianischen Bundesstaat Pernambuco angenommen, wo Marggraf mehrere Lebensjahre verbracht hatte. Die Region gilt somit als Typusgebiet der Gürteltierart. Gleichzeitig wiesen Feijó und Kolklegen ein in Alkohol eingelegtes Individuum aus dem Naturhistoriska riksmuseet als Paralectotyp aus, der in den 1650er Jahren ebenfalls in den niederländischen Kolonien Südamerikas gesammelt worden war.
Im Laufe der Zeit wurden dem Neunbinden-Gürteltier mehrere Unterarten zugewiesen. Deren Anzahl variierte häufig zwischen sechs und sieben, in der Regel gehörten folgende Formen dazu:
- D. n. aequatorialis Lönnberg, 1913; Südamerika westlich der Anden
- D. n. davisi Russell, 1953; Mittelamerika vom Río Balsas bis Morelos
- D. n. fenestratus Peters, 1864; Mittelamerika von Oaxaca bis Panama
- D. n. hoplites Allen, 1911; Karibische Inseln und Costa Rica
- D. n. mexianae Hagmann, 1908; Südamerika im Mündungsbereich des Amazonas
- D. n. mexicanus Peters, 1864; Nordamerika und Mittelamerika bis südliches Mexiko
- D. n. novemcinctus Linnaeus, 1758; Südamerika östlich der Anden bis nach Argentinien

Dadurch avancierte das Neunbinden-Gürteltier zu der am weitesten verbreiteten Gürteltierart, deren gesamtes bewohntes Gebiet rund 19,1 Millionen Quadratkilometer umfasste und sowohl Teile Nord- als auch Südamerikas einnahm. Allerdings zeigten genetische Analysen aus dem Jahr 2015, dass es sich bei dieser Metapopulation nicht um eine monophyletische Art handelte. So erwiesen sich die Tiere aus dem Bergland von Guayana im nordöstlichen Südamerika als eine eigenständige Form, die sich bereits vor rund 3 Millionen Jahren von der Linie der übrigen Angehörigen abgespalten hatte. Bestätigung fand dies zwei Jahre später durch schädelanatomische Untersuchungen, bei denen sich die Tiere aus dem Guayana-Gebiet auch deutlich morphologisch absetzen ließen. Darüber hinaus ergaben die Analysen aber auch, dass sich das Neunbinden-Gürteltier in seinem übrigen Verbreitungsgebiet in drei weitere morphologische Typen gliedern ließ. Neben dem nordöstlichen Südamerika betraf dies auch den nordwestlichen und südlichen Kontinentalteil sowie zusätzlich den mittel- bis nordamerikanischen Bereich. Den Autoren zufolge könnten diese Typen eigene taxonomische Einheiten bilden, die aber nur bedingt mit den bereits zuvor definierten Unterarten übereinstimmten. Nachfolgende genetische Analysen aus dem Jahr 2019 ermöglichten dann, die vier morphologischen Typen ebenfalls gegeneinander zu separieren. Anderson Feijó und Kollegen, die Initiatoren der Studie, plädierten dafür, die vier Einheiten als eigenständige Arten anzuerkennen, setzten dies aber vorerst nicht um. Dies war dann einem Forscherteam um Mathilde Barthe im Jahr 2024 vorbehalten. Hierbei wurde das Neunbinden-Gürteltier im erweiterten Sinne in vier Arten aufgeteilt:
- Dasypus fenestratus Peters, 1864 (einschließlich D. n. aequatorialis); Mittelamerika und Südamerika von Costa Rica bis westliches Andengebiet
- Dasypus guianensis Barthe, Feijó, de Thoisy, Catzeflis, Billet, Hautier & Delsuc, 2024; nordöstliches Südamerika vom östlichen Venezuela bis nördliches Brasilien
- Dasypus mexicanus Peters, 1864 (einschließlich D. n. davisi); Nordamerika und Mittelamerika bis Costa Rica
- Dasypus novemcinctus Linnaeus, 1758 (einschließlich D. n. hoplites und D. n. mexianae); Südamerika östlich der Anden bis nach Argentinien

## Stammesgeschichte
Fossilfunde des Neunbinden-Gürteltiers sind nur wenige bekannt, die Art ist fast vollständig auf das Holozän beschränkt. Einige Knochenschildchen wurden aus den Höhlen Gruta dos Moura und Gruta do Urso im brasilianischen Bundesstaat Tocantins und aus der Gruta do Urso Fóssil im Ubajara-Nationalpark im brasilianischen Bundesstaat Ceará geborgen. Die zeitliche Reichweite der Funde umfasst das ausgehende Pleistozän und das frühe Holozän.

## Neunbinden-Gürteltier und der Mensch

### Bedeutung
Das Neunbinden-Gürteltier spielt eine wichtige Rolle in der medizinischen Forschung. Dies ergibt sich daraus, dass die Gürteltierart sowohl das Lepra verursachende Bakterium Mycobacterium leprae als auch den die Chagas-Krankheit auslösenden Parasiten Trypanosoma cruzi in sich tragen kann, weswegen Behandlungsmethoden und Impfstoffe an ihr getestet werden.

### Bedrohung und Schutz
Momentan führt die IUCN das Neunbinden-Gürteltier in seiner erweiterten Auffassung. Aufgrund der dadurch bedingten weiten Verbreitung und der angenommenen großen Population stuft die Naturschutzorganisation den Gesamtbestand als „nicht gefährdet“ (least concern) ein. Größere Bedrohungen für das Neunbinden-Gürteltier sind nicht bekannt. In Südamerika wird es als Nahrungsressource gejagt. So ist es die Hauptnahrung des indigenen Volkes der Aché in Paraguay, das laut einer Studie zwischen 1980 und 1996 insgesamt 1500 Individuen dieser Gürteltierart erlegte, was einem Gesamtgewicht von 5,7 t entsprach und in etwa 32 % ihrer benötigten Nahrung ausmachte. In anderen Regionen gilt es als beliebtes Wildgericht, das zum Teil im Panzer angerichtet wird. Für die Jagd werden Haushunde abgerichtet, aber auch boxartige „Gürteltierfallen“ eingesetzt, lokal tatuzeira, pebeira oder cachorro-de-arame genannt, die an den Eingängen der Baue positioniert sind. Das Neunbinden-Gürteltier kommt in zahlreichen geschützten Gebieten innerhalb des gesamten Verbreitungsgebietes vor.